# Elmer Bernstein
Elmer Bernstein, född 4 april 1922 i New York, död 18 augusti 2004 i Ojai, Kalifornien, var en amerikansk kompositör.
Bernstein har bland annat skrivit musiken till filmen 7 vågade livet från 1960 - troligen hans mest kända komposition.  
Elmer Bernstein blev oscarsnominerad på 1950-, 1960-, 1970-, 1980-, 1990- och 2000-talet. Han blev nominerad 13 gånger men vann bara en statyett. Det var för musiken till filmen Moderna Millie från 1967, en musikalisk komedi med bland andra Julie Andrews och Carol Channing i rollerna.

## Filmmusik (urval)
1950-talet
- 1952 – Rymmare i sadeln
- 1952 – Pippi på luckan
- 1952 – Avslöjad
- 1954 – Du stal mitt liv
- 1955 – Havet är mitt öde
- 1955 – Hemligt mellanspel
- 1955 – Mannen med den gyllene armen
- 1955 – Ett riktigt hundliv
- 1956 – De tio budorden
- 1957 – Män i krig
- 1957 – Fruktan bryter ut
- 1957 – Segerns sötma
- 1957 – Skjuta eller skjutas
- 1958 – Blodet ropar under almarna
- 1958 – En kula för mycket
- 1958 – Rivalerna
- 1958 – Guds lilla land
- 1958 – Kaparnas konung
- 1958 – Insats förlorad
- 1959 – Anna Lucasta - gatflickan

1960-talet
- 1960 – Rum att hyra
- 1960 – Lycksökaren
- 1960 – 7 vågade livet
- 1962 – Den heta vägen
- 1962 – Fången på Alcatraz
- 1962 – Skuggor över Södern
- 1963 – Den stora flykten
- 1963 – Vildast av dem alla
- 1964 – Ta't piano Henry Orient
- 1964 – De hänsynslösa
- 1965 – Hallelujatåget
- 1965 – De obesegrade
- 1965 – Belöningen
- 1966 – Sju kvinnor
- 1966 – Matt Helm - vilken toppagent!
- 1966 – Skuggan av en jätte
- 1966 – Sju kommer tillbaka
- 1967 – Moderna Millie
- 1968 – Skalpjägarna
- 1968 – Får jag kyssa din fjäril?
- 1969 – Where's Jack?
- 1969 – De sammanbitna
- 1969 – De 7 slår till igen
- 1969 – Bron vid Remagen
- 1969 – De dödsföraktande

1970-talet
- 1970 – Slaget om Cordobas kanoner
- 1972 – De 7 rider igen!
- 1975 – Till polischefen - Top Secret
- 1976 – Den siste gunfightern
- 1976 – Dödligt levande
- 1978 – Deltagänget
- 1978 – Blodsbröder
- 1979 – Striden i gryningen
- 1979 – Klantskallarna

1980-talet
- 1980 – Titta vi flyger
- 1981 – Lumparkompisar
- 1981 – Heavy Metal
- 1981 – En amerikansk varulv i London
- 1982 – Fem dagar en sommar
- 1982 – Nu flyger vi ännu högre
- 1983 – Ombytta roller
- 1984 – Ghostbusters – Spökligan
- 1985 – Taran och den magiska kitteln
- 1985 – Spioner är vi allihopa
- 1986 – En tavla för mycket
- 1986 – Tre amigos
- 1988 – Livet på landet
- 1989 – Min vänstra fot

1990-talet
- 1990 – Svindlarna
- 1991 – Cape Fear
- 1991 – Oscar
- 1993 – Oskuldens tid
- 1995 – Canadian Bacon
- 1995 – Djävul i en blå klänning
- 1997 – Regnmakaren
- 1999 – Där havet slutar
- 1999 – Wild Wild West
- 1999 – Bringing Out the Dead

2000-talet
- 2000 – Tro, hopp, kärlek
- 2002 – Far from Heaven